# Учанейшвили, Леван Карлович
Леван Карлович Учанейшвили (груз. ლევან უჩანეიშვილი, англ. Levan Uchaneishvili) — грузинский актёр, снимавшийся в советском и американском кино.

## Биография
Родился 15 декабря 1958 года в Тбилиси, Грузия, СССР. Окончил Тбилисский театральный институт им. Ш. Руставели в 1979 году.
В США Учанейшвили попал в 1992 году, где находился на творческой командировке в Лос-Анджелесе по случаю премьеры телевизионного фильма «Сталин», в котором он сыграл Лазаря Кагановича. Практически сразу актёру начали предлагать роли в различных проектах, поэтому он принял решение остаться в Америке. Часто Левану доставались роли бандитов: в фильме голливудского режиссёра Спайка Ли «25-й час» 2002 года он исполнил роль главы русской мафии в Нью-Йорке. Также снимался на американском телевидении в ярких эпизодических ролях: так, например, в 1996 он появился в эпизоде «Гротеск» популярного сериала «Секретные материалы» в роли безумного художника из Узбекистана, а год спустя он сыграл «русского Антихриста» по фамилии Япончик в одном из эпизодов сериала «Тысячелетие». Впоследствии Учанейшвили стал членом Гильдии киноактёров США.
Российским зрителям Леван Учанейшвили стал больше известен благодаря роли Ларри Теишвили в фильме Павла Лунгина «Олигарх», вышедшем в 2002 году и являющемся экранизацией произведения Юлия Дубова «Большая пайка» о жизни российского миллиардера Бориса Березовского. Прототипом персонажа Учанейшвили, в свою очередь, является грузинский бизнесмен-сподвижник Березовского и серый кардинал Бадри Патаркацишвили; причём по некоторым данным, артист был утверждён на эту роль с одобрения самого Патаркацишвили.
В 2009 году был членом жюри 1-го Киевского международного кинофестиваля.

## Личная жизнь
О личной жизни актёра практически ничего неизвестно. Некоторое время русскоязычные СМИ считали Левана Учанейшвили партнёром российской гимнастки Светланы Хоркиной и отцом её старшего ребёнка (поскольку он присутствовал при родах). В своей автобиографии «Кульбиты на шпильках» Хоркина рассказала, что отцом ее старшего сына является бизнесмен Кирилл Шубский.
В 2006 году Учанейшвили был гостем на 60-летнем юбилее российского олигарха Бориса Березовского в Бленхеймском дворце недалеко от Лондона, где также присутствовали Патаркацишвили и Юлий Дубов.

## Фильмография
| Год  |    | Русское название              | Оригинальное название                  | Роль                                               |
| ---- | -- | ----------------------------- | -------------------------------------- | -------------------------------------------------- |
| 1980 | ф  | Дом на Лесной                 | Дом на Лесной                          | рабочий подпольной типографии                      |
| 1980 | ф  | Твой сын, Земля               | მშობლიურო ჩემო მიწავ                   | агроном Резо Имедадзе                              |
| 1981 | ф  | А ну-ка, дедушки!             | ყოჩაღად, პაპებო! / Хайде, дядовци!     | студент-боксёр Бичико Тохадзе                      |
| 1982 | ф  | Загадка кубачинского браслета | ყუბაჩური სამაჯურის საიდუმლო            | Мурад, сын дагестанского кузнеца                   |
| 1983 | ф  | Кукарача                      | კუკარაჩა                               | «Кукарача» / младший лейтенант Георгий Тушурашвили |
| 1983 | ф  | Волшебная ночь                | Волшебная ночь                         | лесной дух Очопинтре                               |
| 1985 | ф  | Легенда о Сурамской крепости  | ამბავი სურამის ციხისა                  | Зураб                                              |
| 1988 | тф | Житие Дон Кихота и Санчо      | ცხოვრება დონ კიხოტისა და სანჩო პანსასი | н/д                                                |
| 1990 | ф  | Спираль                       | Спираль                                | Рамаз Коринтели                                    |
| 1992 | тф | Сталин                        | Stalin                                 | Лазарь Каганович, советский партийный деятель      |
| 1996 | с  | Секретные материалы           | The X-Files                            | Джон Мостов, художник-эмигрант из Узбекистана      |
| 1996 | ф  | День независимости            | Independence Day                       | пилот российского истребителя                      |
| 1997 | с  | Часовой                       | The Sentinel                           | Антон Маяковский, главарь ОПГ, разыскивающей уран  |
| 1997 | с  | Жара в Лос-Анджелесе          | L.A. Heat                              | Иван, главарь банды грабителей                     |
| 1997 | с  | Тысячелетие                   | Millennium                             | Сергей Степанович Япончик / Зверь Апокалипсиса     |
| 1997 | ф  | Самолёт президента            | Air Force One                          | Сергей Ленский, террорист и эксперт по связи       |
| 1997 | с  | Найтмэн                       | Night Man                              | Виктор Быченко, русский гангстер                   |
| 1997 | с  | Военно-юридическая служба     | JAG                                    | Степан Конапланик, русский гангстер                |
| 1998 | ф  | Блэйд                         | Blade                                  | вампир в Москве                                    |
| 1999 | ф  | Вирус                         | Virus                                  | Алексей Виноградов                                 |
| 1999 | с  | Семь дней                     | Seven Days                             | Доктор Харьков                                     |
| 1999 | ф  | Исполнитель желаний 2         | Wishmaster 2: Evil Never Dies          | Пушкин, глава русской мафии                        |
| 2000 | ф  | 27 украденных поцелуев        | 27 Missing Kisses                      | Пётр                                               |
| 2002 | ф  | 25-й час                      | 25th Hour                              | дядя Николай, глава русской мафии                  |
| 2002 | ф  | Олигарх                       | Олигарх                                | Илларион (Ларри) Теишвили, грузинский бизнесмен    |
| 2006 | ф  | Тени прошлого                 | Shadow Man                             | Дженсен                                            |
| 2006 | ф  | Наследство                    | L'Héritage                             | юрист                                              |
| 2007 | ф  | Ближний бой                   | Blizhniy Boy: The Ultimate Fighter     | мистер Гиви                                        |

## Награды и премии
- Приз за лучшую мужскую роль второго плана на IV Международном фестивале актёров кино «Стожары» в Киеве (2003) — за исполнение роли Петра в фильме «27 украденных поцелуев».